# JNR-Klasse EF66
Die Elektrolokomotiven der Baureihe EF66 (jap. EF66形電気機関車, EF66-gata denki kikansha) sind schwere Güterzuglokomotiven der Japan Railways (JR).

## Geschichte
Bis in die 1950er Jahre kannte die JNR nur den Wagenladungsverkehr, was zu langen Transportzeiten durch das Auflösen und Zusammenstellen der Güterzüge in den Rangierbahnhöfen führte. Um den Warentransport zu beschleunigen, wurde im November 1959 zwischen Tokio und Osaka der kombinierte Verkehr mit dem Container-Ganzzug Takara (deutsch „Schatz“) eingeführt, der mit 85 km/h Höchstgeschwindigkeit die beiden Destinationen verband. Der Zug war so erfolgreich, dass die JNR bald danach trachtete, dessen Höchstgeschwindigkeit auf 100 km/h heraufzusetzen, so dass ab dem 1. Oktober 1966 der Zug mit neuen für die höhere Geschwindigkeit geeigneten Containertragwagen und zwei EF65 Lokomotiven an der Spitze verkehrte. Um die unwirtschaftliche Doppeltraktion zu beseitigen, suchte die JNR nach einer leistungsfähigeren Lokomotive, die einen 1000-Tonnen-Zug mit 100 km/h ziehen konnte.
Kawasaki lieferte im September 1966 den Prototyp EF90 1 mit einer Leistung von 3,9 MW, der für die Aufgabe ausgelegt wurde. Es war damals die leistungsstärkste Schmalspurlokomotive der Welt. Im Gegensatz zu den kastenförmigen Aufbauten der Vorgängerlokomotiven hatte die EF90 1 erstmals eine windschnittige Kopfform.
1968 und 1969 wurden die ersten 20 Lokomotiven der neu als JNR-Klasse EF66 bezeichneten Bauart abgeliefert, die anfänglich eine blauweiße Lackierung trugen. Die EF90 1 wurde der Serie angepasst und neu als EF66 901 bezeichnet. Sie wurden nach der Auslieferung alle dem Depot Shimonoseki zugeteilt, wo sie für den schnellen Güterverkehr auf der Tōkaidō-Hauptlinie und der San’yō-Hauptlinie eingesetzt wurden.

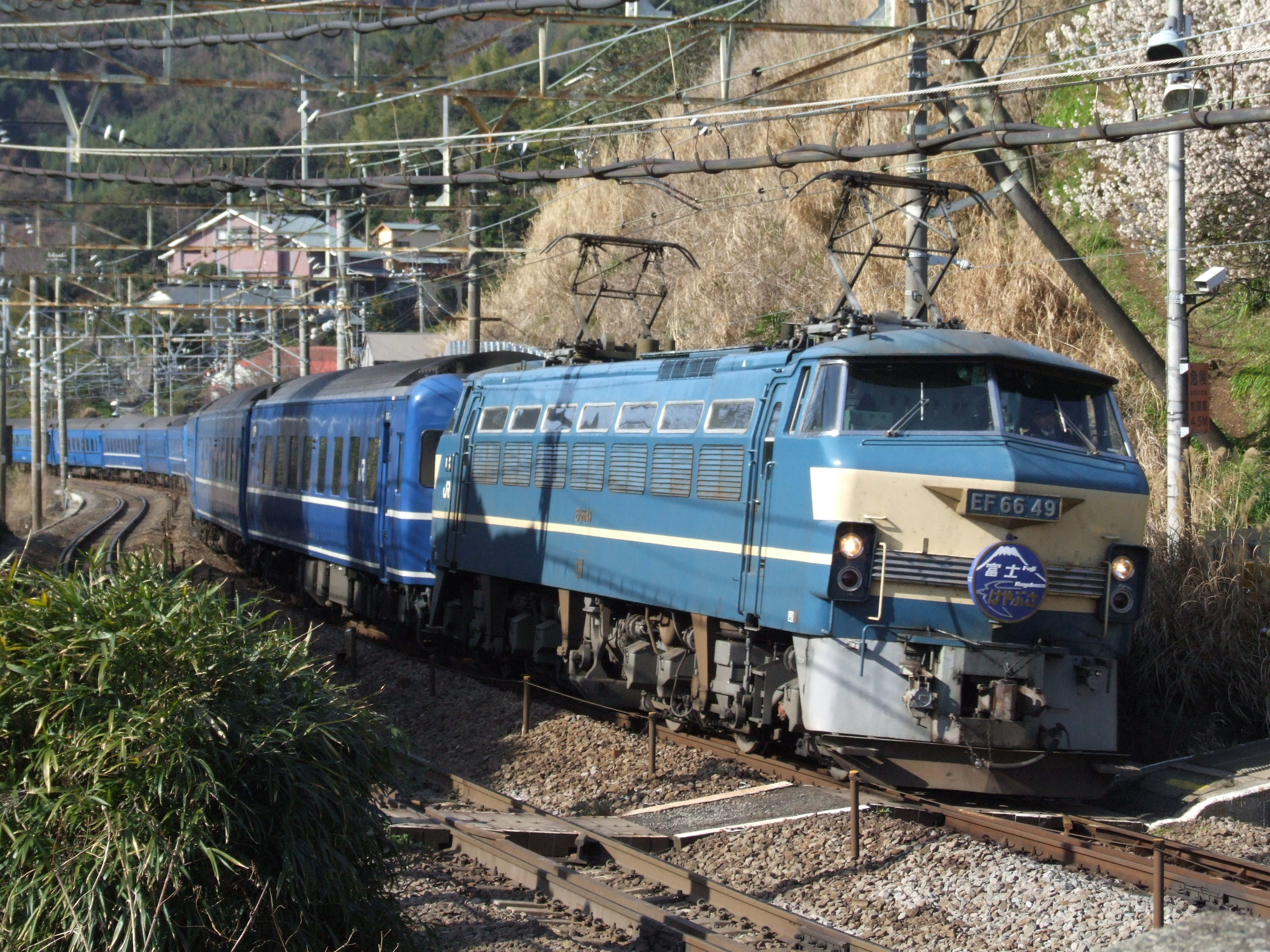
EF66 49 aus der zweiten Serie mit der typischen Sonnenblende.

1973 und 1974 wurden nochmals 34 Lokomotiven gebaut, so dass im gesamten 56 Lokomotiven zur Verfügung standen. Die Lokomotiven dieser zweiten Serie unterscheiden sich von den ersten durch eine Sonnenblende über den Frontscheiben, die zusätzlich die Aufgabe hat, das von den Stromabnehmern abgeworfene Fahrleitungsfett von den Frontscheiben fernzuhalten. Die EF66 wurden für langsamere Güterzüge eingesetzt, ab 1985 kamen sie wegen des zurückgehenden Güterverkehrs vor schweren Schnellzügen zum Einsatz.
Mit der 1987 erfolgten Aufteilung und Privatisierung der JNR kamen die Lokomotiven EF66 1 – EF66 39 und EF66 901 zu JR Freight und die EF66 40 – EF66 55 JR West für den Reisezugverkehr, von denen zwischen 1999 und 2002 die Nummern 41, 44, 52 und 54 an JR Freight abgegeben wurden.
Von 1989 bis 1991 wurden nochmals 33 Lokomotiven in einer leicht geänderten Variante als EF66-100 in Dienst gestellt.

Die ersten Lokomotiven wurden 2001 ausgemustert, es waren zu diesem Zeitpunkt noch 68 Lokomotiven im Einsatz. Bei JR West waren alle Lokomotiven im März 2009 ausgemustert. 

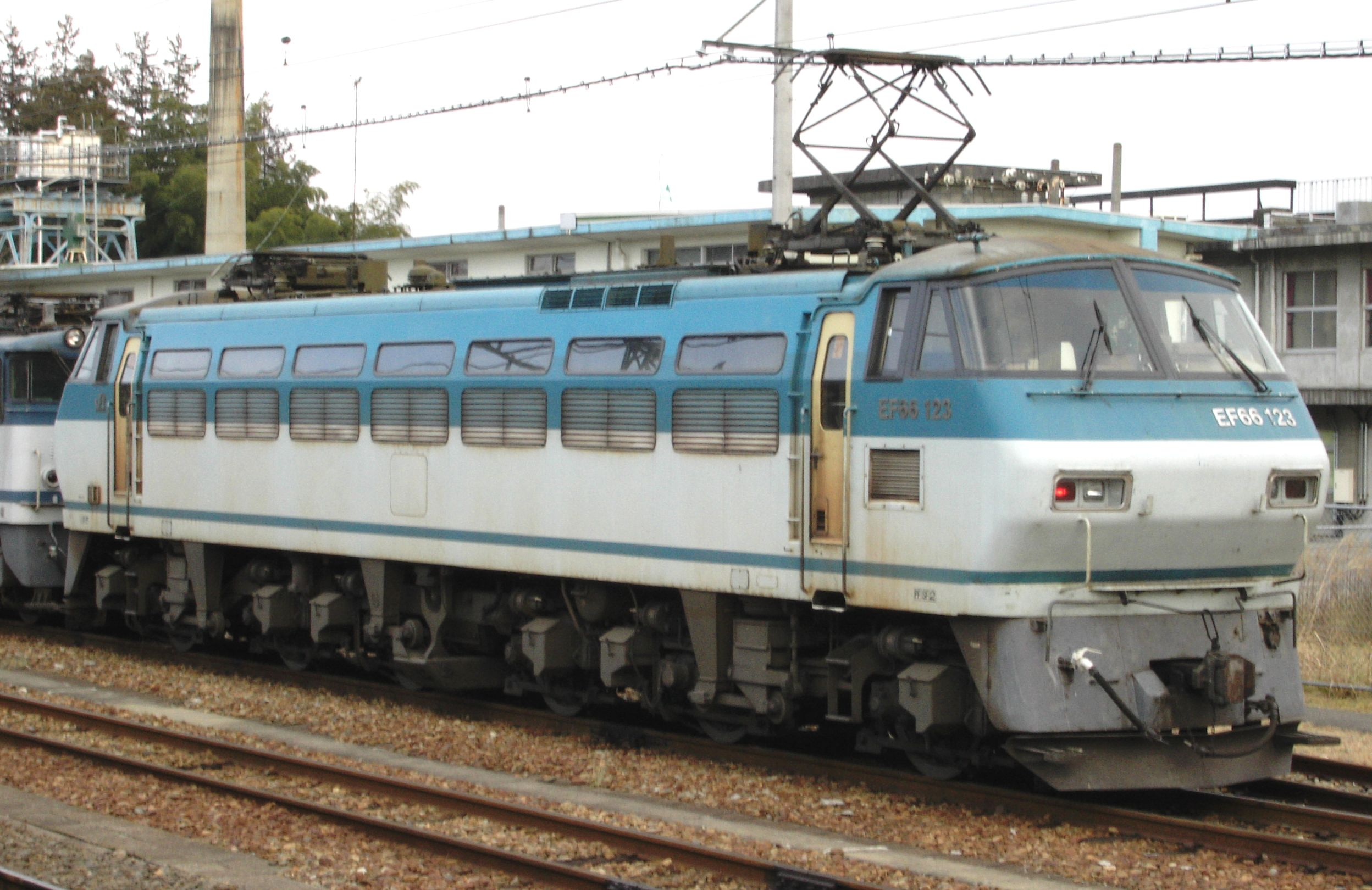
EF66-100

## Technik
Die sechsachsige Lokomotive besitzt drei zweiachsige Drehgestelle. Das mittlere Drehgestell besitzt mechanische Ausgleichshebel und Luftfederung, die eine seitliche Bewegung des Drehgestells ermöglichen. Die Motoren treiben die Achsen mit einem Hohlwellen-Antrieb mit einstufigem Getriebe an. Das Übersetzungsverhältnis beträgt 20:71. Die Fahrleitungsspannung von 1500 V Gleichstrom wird den Motoren über regelbare Vorwiderstände zugeführt. Durch Umgruppierung der Motoren und Feldschwächbetrieb werden wirtschaftliche Dauerfahrstufen erreicht.
Aus der EF66 wurde die spanische Baureihe 251 abgeleitet.

## Verbleib

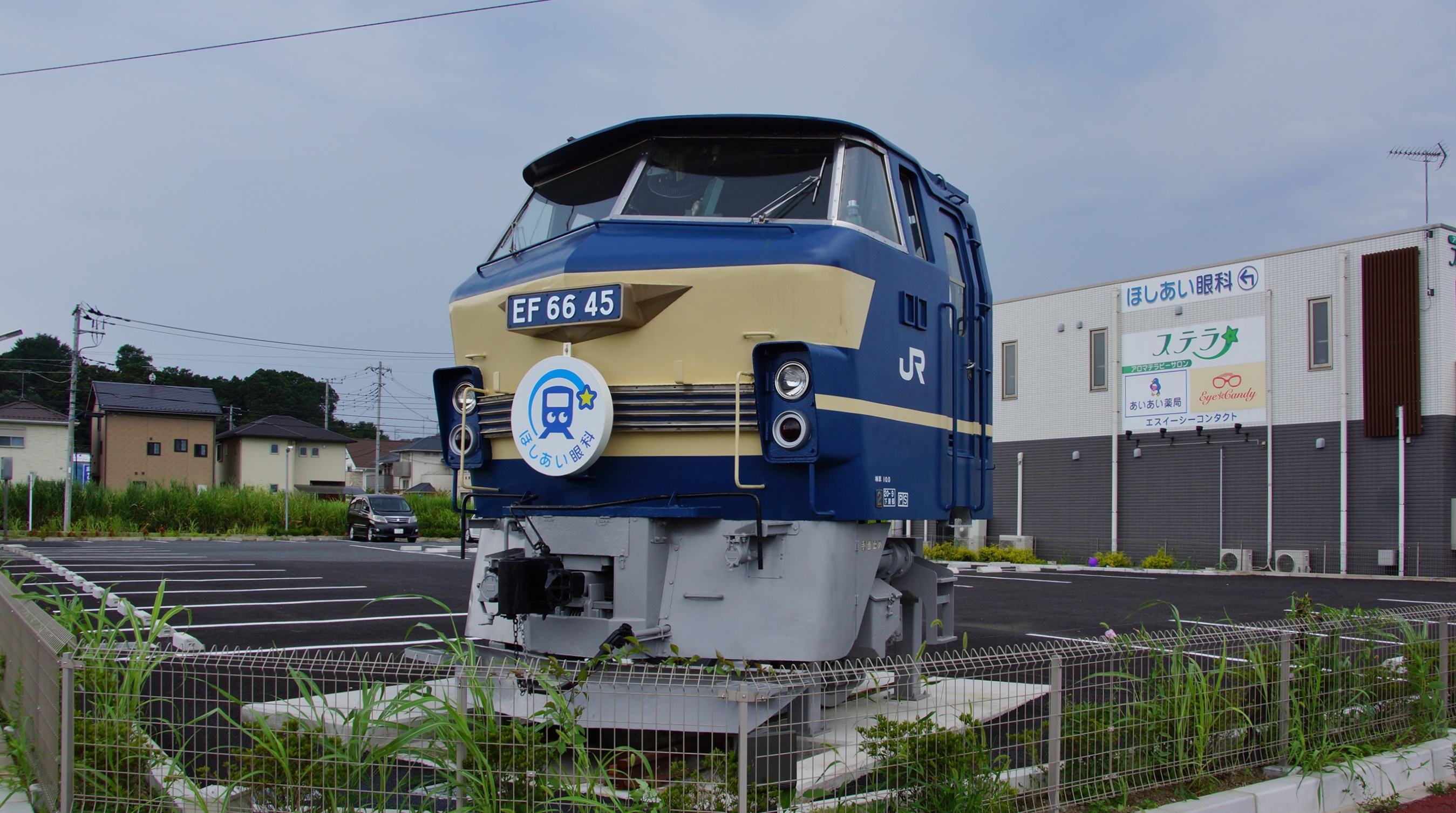
Führerstand der EF66 45 auf dem Parkplatz einer Augenklinik in Saitama.

Im Eisenbahnmuseum Saitama ist die EF66 11 erhalten. Weiter sind die beiden Führerstände der Lokomotiven EF66 45 und EF66 49 erhalten.
EF 66 35 wird, in Neuzustand restauriert, im Eisenbahnmuseum Kyoto gezeigt (Stand August 2017)